# Orson Hyde
Orson Hyde (Oxford, Connecticut, 8 de enero de 1805 - Condado de Sanpete, Utah, 28 de noviembre de 1878) fue un religioso estadounidense, uno de los líderes en el Movimiento de los Santos de los Últimos Días y miembro original del Quórum de los Doce Apóstoles.

## Biografía
Se crio en la cercana Derby, Connecticut, bajo el cuidado de Nathan Wheeler. En 1819, cuando tenía sólo 14 años de edad, caminó desde Connecticut a Kirtland (Ohio), para cuidar de un pedazo de propiedad que Wheeler había comprado. Mientras trabajaba como empleado de comercio minorista en Kirtland, Hyde se involucró con la Sociedad Reformada Bautista, también llamada Campbellites, a través de la predicación de Sidney Rigdon.

## Movimiento SUD
Para el tiempo en que los misioneros SUD, incluyendo Oliver Cowdery, estaban predicando en Kirtland, a finales de 1830, Hyde habló públicamente en contra de la biblia mormona. Sin embargo, cuando su ministro, Sidney Rigdon se unió a La Iglesia de Jesucristo de los Santos de los Últimos Días, Hyde escudriñó las aseveraciones de los misioneros hasta ser bautizado por el mismo Rigdon el 30 de octubre de 1831. Fue luego llamado a servir una sucesión de misiones para la iglesia, acompañando a Hyrum Smith, Samuel Smith y John Gould. En 1832, estuvo entre los primeros misioneros en Connecticut. Fue también uno de los primeros misioneros que predicarían en los estados de Maine y Massachusetts.

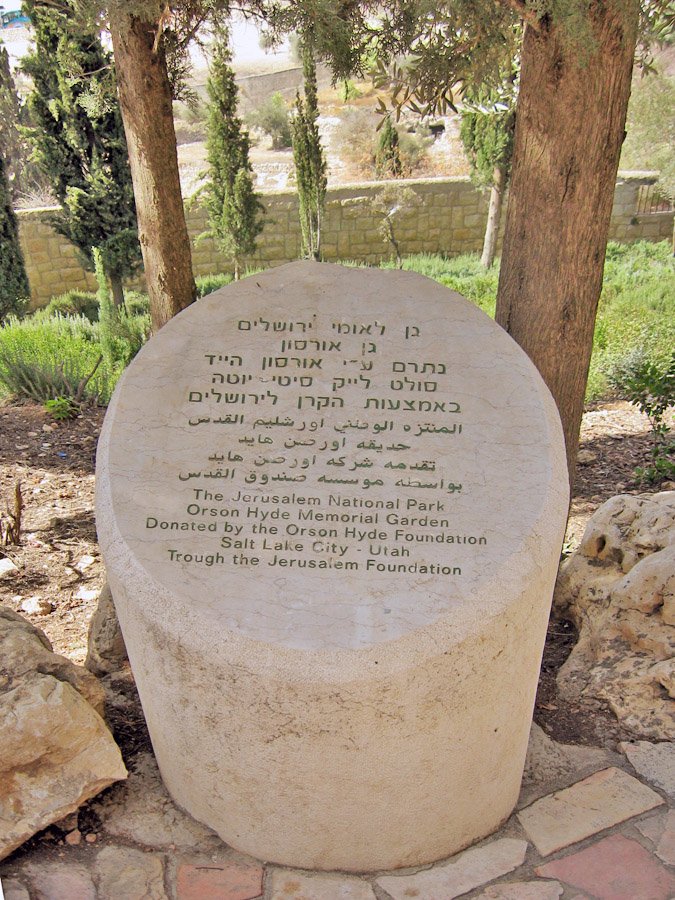
Parque conmemorativo de Orson Hyde en Jerusalén, Israel.

En 1834 fue ordenado sumo sacerdote, y formó parte ese mismo año del Campo de Sion y su marcha. Hyde fue ordenado apóstol el 15 de febrero de 1835, uno de los llamados doce originales, estando en el quinto puesto de antigüedad. Una misión como apóstol junto a Heber C. Kimball a la Gran Bretaña de 1837 - 1838 trajo como resultado la conversión de miles de personas a la nueva fe.
Al regresar de la Gran Bretaña, durante el período de persecución y disensión interna en la iglesia, Hyde escribió que sentía que Dios había dejado de estar con la iglesia. Dejó de ser miembro activo el 19 de octubre de 1838 junto con Thomas B. Marsh. Marsh explicó en una carta, las razones de su separación de la iglesia, documento que fue firmado tanto por él como por Hyde el 24 de octubre de 1838, mientras estaban en Misuri. Entre sus razones contendían que los mormones se habían organizado en una compañía llamada los Danitas, quienes fanáticamente apoyarían a la cabeza de la iglesia en todas las cosas, estuviesen bien o mal y que vigilantes mormones y danitas habían incendiado y saqueado ciertas colonias en uno de los condados de Misuri. Marsh y Hyde también alegaban que José Smith había planeado tomar posesión del estado y que afirmaba que su gente tenía la intención de tomar los Estados Unidos y, ultimadamente, el mundo entero.
El testimonio de Marsy y Hyde añadió pánico entre el noroeste de Misuri y contribuyó a los subsecuentes eventos de la Guerra Mormona. Debido a que se creía que un ataque mormón era inevitable, una unidad de la milicia del estado fue enviada para patrullar la frontera entre el condado de Ray y el condado mormón de Caldwell, hacia el norte de Misuri. El 25 de octubre de 1838 llegaron reportes a los religiosos en Far West de que la milicia en cuestión no era más que un populacho y que habían secuestrado a algunos de los Santos. Como consecuencia de dichos rumores, algunos miembros de la iglesia formaron una partida armada para rescatar a los damnificados y atacar a la milicia en lo que se conoce como la Batalla del Río Crooked. Aunque solo un no-mormón falleció del lado de los de Misuri, se pasaron reportes iniciales en las que se decía que la mitad de la unidad había sido acabada. Los Santos de los Últimos Días sufrieron más víctimas: Gideon Carter murió en la batalla y David W. Patten y Patrick Obanion murieron luego como consecuencias de heridas recibidas en la batalla. Este ataque a la milicia del estado, junto con la subsecuente expulsión de aquellos que no eran miembros de la iglesia en el condado de Daviess, obligó al gobernador a responder por la fuerza. El 27 de octubre pidió el refuerzo de 2.500 soldados para poner fin a la percibida rebelión y firmó lo que llegó a conocerse como la Orden de Exterminación de mormones.
Por haber firmado el documento de Marsy, Hyde fue suspedido de sus derechos como miembro de la iglesia, mas no excomulgado de ella. El 4 de mayo de 1839, durante una conferencia de la iglesia en Illinois se votó porque se removieran a Orson Hyde y a William Smith de las asignaciones del Quórum de los Doce Apóstoles. Bajo invitación del liderazgo de la iglesia, Hyde regresó a la iglesia, explicó su punto de vista y pidió ser restaurado entre los miembros. En la conferencia de otoño de ese año, del 6 al 8 de octubre, los miembros votaron por la restitución tanto de Hyde como de William Smith como apóstoles.
Orson Hyde estaba vivo y era aún apóstol en la iglesia para cuando Brigham Young falleció, pero por razón de su suspensión en 1839, se comenzó a contar su duración de antigüedad como miembro del Quórum desde esa fecha, en vez de 1835. Por esa razón, tras la muerte de Young en 1877, John Taylor fue llamado como su sucesor y presidente de la iglesia y no Orson Hyde, quien hubiera tenido más antigüedad de no haber sido suspendido de la iglesia en el pasado.

## Vida personal
Después del asesinato de Joseph Smith, mientras que la mayoría de los miembros de la iglesia partieron de Nauvoo en dirección del territorio de Utah, se le pidió a Hyde que se quedara y supervisara la completación y dedicación del Templo de Nauvoo en 1846. Hyde retornó a Inglaterra para presidir sobre una de las misiones desde 1846 hasta 1847. Regresó luego al Medio Oeste estadounidense, permaneciendo en Iowa hasta 1852. Participó luego en la colonización de ciertas áreas en Utah y Nevada.
Orson Hyde se casó con Nancy Mirinda Johnson en Kirtland, Ohio el 4 de septiembre de 1834. Fue luego uno de los que practicó el matrimonio plural, teniendo ocho esposas adicionales a Nancy Johnson, con quienes tuvo 32 hijos. Murió y fue enterrado en Spring City, Utah, el 28 de noviembre de 1878.